# Holland Roden
Holland Marie Roden (Dallas, Texas; 7 de octubre de 1986) es una actriz estadounidense, principalmente conocida por su papel de Lydia Martin en la serie de MTV Teen Wolf.

## Primeros años
Roden nació en Dallas, Texas, donde asistió a la Hockaday School, una escuela privada para niñas. Procede de una familia de médicos y se especializó en biología molecular y estudios de la mujer en la Universidad de California en Los Ángeles. Pasó tres años y medio en educación premédica para convertirse en cirujana cardiotorácica antes de ocupar un puesto de tiempo completo.

## Carrera
Roden actuó en la serie cancelada de HBO 12 Miles of Bad Road en el papel de Bronwyn. En 2008 interpretó a Emily Locke en Lost y a Skye en la película Bring It On: Fight to the Finish. Entre 2008 y 2010 apareció en papeles como invitada en series de televisión como CSI: Crime Scene Investigation, Cold Case, Weeds, Community, Grey's Anatomy y Criminal Minds.
A partir de 2011, Roden protagonizó el drama adolescente de MTV Teen Wolf, donde interpretó a Lydia Martin, una chica popular e inteligente en la preparatoria Beacon Hills, quien finalmente descubre que posee las habilidades sobrenaturales de una banshee. En 2016, se anunció en la Convención Internacional de Cómics de San Diego que Teen Wolf terminaría en 2017, luego de la finalización de su sexta temporada.
El 25 de mayo de 2017, se informó que Roden sería la protagonista en la tercera temporada de la serie de antología de Syfy Channel Zero, titulada Staircases, la cual se basa en historias de terror tipo creepypasta en línea. Su papel es el de Zoe Woods, una mujer joven cuya lucha contra una enfermedad mental la ha desgastado a través de los años.
El 31 de mayo de 2017, Roden fue elegida para un personaje principal en la serie de antología de terror de Amazon Video Lore, que se basa en el podcast del mismo nombre. Roden interpretó en dicha serie a Bridget Cleary, la esposa de Michael Cleary (encarnado por Cathal Pendred).

## Filmografía

### Cine
| Año  | Título                               | Papel            | Notas                |
| ---- | ------------------------------------ | ---------------- | -------------------- |
| 2004 | Consideration                        | Angela           | Cortometraje         |
| 2004 | Back at the Ranch                    | Dawn Leatherwood | Cortometraje         |
| 2009 | Bring It On: Fight to the Finish     | Skyler           | Directo a DVD        |
| 2011 | Charlie Brown: Blockhead's Revenge   | Peppermint Patty | Cortometraje         |
| 2011 | Morning Love                         | Chica            | Cortometraje         |
| 2012 | Just Yell Fire: Campus Live          | Ella misma       | Cortometraje         |
| 2013 | House of Dust                        | Gabby            |                      |
| 2015 | Cry of Fear                          | Lydia            |                      |
| 2016 | Fluffy                               | Leah Feeney      | Cortometraje         |
| 2021 | Escape Room: Tournament of Champions | Rachel Ellis     |                      |
| 2023 | Teen Wolf: The Movie                 | Lydia Martin     | Directo a Paramount+ |

### Televisión
| Año     | Título                         | Papel             | Notas                                                         |
| ------- | ------------------------------ | ----------------- | ------------------------------------------------------------- |
| 2007    | CSI: Crime Scene Investigation | Kira Dellinger    | Episodio: "Goodbye and Good Luck"                             |
| 2008    | 12 Miles of Bad Road           | Bronwyn           | Episodios: "Collateral Verbiage", "Tremors" y "Texas Stadium" |
| 2008    | Lost                           | Joven Emily Locke | Episodio: "Cabin Fever"                                       |
| 2008    | Cold Case                      | Missy Gallavan    | Episodio: "Roller Girl"                                       |
| 2009    | Pushed                         | Sascha            |                                                               |
| 2009    | Weeds                          | Yogurt Peddler    | No acreditada; episodio: "Wonderful Wonderful"                |
| 2009    | Community                      | Chica             | Episodio: "Environmental Science"                             |
| 2010    | Criminal Minds                 | Rebecca Daniels   | Episodio: "...A Thousand Words"                               |
| 2010    | The Event                      | Joven Violet      | Episodio: "Loyalty"                                           |
| 2011    | Memphis Beat                   | Jill Simon        | Episodio: "Lost"                                              |
| 2011–17 | Teen Wolf                      | Lydia Martin      | Elenco principal                                              |
| 2012    | Grey's Anatomy                 | Gretchen Shaw     | Episodio: "This Magic Moment"                                 |
| 2014    | Fashion Police                 | Ella misma        | Episodio 9.3                                                  |
| 2015    | Eat Me                         | Ella misma        | Presentadora y productora ejecutiva                           |
| 2017    | Lore                           | Bridget Cleary    | Elenco principal                                              |
| 2018    | Channel Zero                   | Zoe Woods         | Elenco principal                                              |
| 2018    | MacGyver                       | Eileen Brennan    | 2 episodios                                                   |

## Vídeos musicales
| Año  | Título                 | Papel             | Artista                       |
| ---- | ---------------------- | ----------------- | ----------------------------- |
| 2010 | "Light, Lost"          | Chica secuestrada | Seasons                       |
| 2015 | "Paper Moon"           | Novia             | Dutch Party                   |
| 2015 | "I Want To Feel Alive" | Mujer joven       | The Lighthouse and The Whaler |

## Premios y nominaciones
| Año  | Premiación             | Categoría                                                                               | Trabajo nominado | Resultado | Refs. |
| ---- | ---------------------- | --------------------------------------------------------------------------------------- | ---------------- | --------- | ----- |
| 2013 | Young Hollywood Awards | Mejor elenco (compartido con Tyler Posey, Crystal Reed, Dylan O'Brien y Tyler Hoechlin) | Teen Wolf        | Ganadora  |       |
| 2017 | Teen Choice Awards     | Choice TVShip (compartido con Dylan O'Brien)                                            | Teen Wolf        | Nominada  |       |
| 2017 | Teen Choice Awards     | Choice Summer TV Actress                                                                | Teen Wolf        | Ganadora  |       |